# K Callan
K Callan (Dallas (Texas), 9 januari 1936), geboren als Katherine Elizabeth Borman, is een Amerikaanse actrice.

## Carrière
Callan begon in 1962 met acteren in de televisieserie Route 66, waarna zij nog meerdere rollen speelde in televisieseries en films. Zij is vooral bekend van haar rol als Martha Kent in de televisieserie Lois & Clark: The New Adventures of Superman waarin zij in 87 afleveringen speelde (1993-1997).

## Filmografie

### Films
Uitgezonderd korte films.
- 2024 Sew Torn - als ms. Engel
- 2021 Pie in the Sky - als mama
- 2019 Knives Out - als grootmoeder Wanetta
- 2013 Samuel Bleak – als Elaine
- 2012 Not That Funny – als Toogey Richmonde
- 2010 How to Be a Better American – als Grace
- 2010 Why Did I Get Married Too? – als ms. Tannenbaum
- 2009 Coyote County Loser – als Maggie Hopps
- 2006 Midnight Clear – als Eva
- 2005 Crazylove – als mrs. Hallstrom
- 2005 Nine Lives – als Marisa
- 2002 Devious Beings – als Lady Jane
- 1998 Mr. Murder – als Alice Stillwater
- 1998 Border to Border – als mrs. Piston
- 1995 Saved by the Light – als moeder van Dannion
- 1991 Frankie and Johnny – als moeder van Frankie
- 1991 The Unborn – als Martha Wellington
- 1991 Flight of Black Angel – als mrs. Gordon
- 1987 The Hope Division – als Caroline Braden
- 1984 Flight 90: Disaster on the Potomac – als Barbara Hamilton
- 1982 Fast-Walking – als motelmanager
- 1981 Splendor in the Grass – als miss Metcalf
- 1981 This House Possessed – als Lucille
- 1980 A Change of Seasons – als Alice Bingham
- 1980 American Gigolo – als Lisa Williams
- 1979 The Onion Field – als mrs. Powell
- 1979 Fast Break – als ms. Tidwell
- 1978 A Question of Love – als verslaggeefster
- 1977 The Four of Us – als Marie
- 1973 Hail – als mrs. Burd
- 1973 A Touch of Class – als Patty Menkes
- 1971 La mortadella – als vrouw in metro
- 1970 Joe – als May Lou Curran

### Televisieseries
Uitgezonderd eenmalige gastrollen.
- 2016 Veep - als Judy Sherman - 3 afl.
- 2013 Getting On – als Susan Dayward – 3 afl.
- 2007-2012 How I Met Your Mother – als oma Lois – 3 afl.
- 2009-2010 Meet the Browns – als miss Daisy LaRue – 20 afl.
- 2007 Drive – als Ceal Couslins – 2 afl.
- 2003-2005 Carnivàle – als Eleanor McGill – 8 afl.
- 2000-2003 King of the Hill – als Tilly Hill (stem) – 3 afl.
- 2003 JAG – als Esther Gale – 2 afl.
- 1993-1997 Lois & Clark: The New Adventures of Superman – als Martha Kent – 87 afl.
- 1989-1991 Coach – als Marion Williamson – 5 afl.
- 1990 Dallas – als Amy Stevens – 4 afl.
- 1987 Duet – als Rose – 2 afl.
- 1986 It's a Living – als Harriet Higgins – 2 afl.
- 1985 St. Elsewhere – als Patty Galecki – 2 afl.
- 1983 Cutter to Houston – als Connie Buford – 9 afl.
- 1980 Secrets of Midland Heights – als Hilda Carroll – 2 afl.
- 1979-1980 Joe's World – als Katie Wabash – 11 afl.
- 1979 Married: The First Years – als Cathy Baker – 4 afl.
- 1977 Fish – als mrs. Lester – 2 afl.
- 1976-1977 One Day at a Time – als Alice Butterfield – 4 afl.

- Bibliothèque nationale de France: cb14161085k (data)
- Gemeinsame Normdatei: 1202422918
- International Standard Name Identifier: 0000 0001 1437 8627
- Library of Congress Control Number: n88682537
- Virtual International Authority File: 11432447
- WorldCat: E39PBJcKQJjvwFqVyk4Jwt9JjC